# 新子明希
新子 明希（あたらし はるき、1972年3月8日 - ）は日本の実業家。株式会社シンクスマイルの創始者で代表取締役。日本最大級のお試しサイト「トラコレ」の他、「ほめる」社内コミュニケーションツール「hooop」や「RECOG」を開発・運営。

## プロフィール
大阪府生まれ。高校時代、アメリカ一周の旅に出て、ボストンのオープンキャンパスで、「経営者は幸せの専門家」であることを学び、起業を決意。帰国後19歳で起業。以降15年間連続黒字を達成する。
2007年、株式会社シンクスマイルを設立し、代表取締役に就任。
現在は「世界でいちばん人を輝かせる会社」に向けて、ほめる文化形成やコミュニケーションの数値化の必要性を提唱している。

## メディア
- 2011年11月23日 NHK「おはよう日本」
- 2012年1月25日 NHK「クローズアップ現代」
- 2012年5月5日 NHK「深読み」
- 2012年5月25日 NHK「ただイマ」
- 2012年6月25日 テレビ東京「ワールドビジネスサテライト」
- 2013年1月15日 TBS「Nスタ」
- 2014年4月27日 NHK「ルソンの壺」
- 2015年3月29日 NHK「ルソンの壺」
- 2016年2月11日 テレビ東京「ワールドビジネスサテライト」
- 2016年3月17日 NHK「首都圏ネットワーク」